# Синтетичне волокно
Синтетичне волокно — хімічне волокно, яке формують із синтетичних, або рукотворних, полімерів. У промисловості для одержання синтетичних волокон застосовують: поліаміди, поліефіри, поліакрилонітрил, поліолефіни, полівінілхлорид, полівініловий спирт.

## Види волокон
- Поліакрилонітрильне волокно
- Поліамідне волокно
- Полівінілспиртове волокно
- Полівінілхлоридне волокно
- Поліолефінове волокно
- Поліуретанове волокно
- Поліформальдегідне волокно
- Поліефірне волокно
- Вуглецеве волокно
- Фторволокно

## Стадії виробництва синтетичних волокон
1. Приготування прядильного розплаву (поліаміди, поліефіри, поліолефіни) або розчину (поліакриламід, полівінілхлорид, полівініловий спирт) з наступним видаленням з них домішок і бульбашок повітря;
2. Формування волокна з розчину (розплаву) з подальшим витягуванням в пластичному стані і термофіксацією;
3. Обробка сформованих волокон (обробка різними реагентами, замаслення, сушка, крутіння, упаковка).

Синтетичні волокна випускають у вигляді моноволокна, текстильного або технічних ниток і штапельного волокна. Міцність синтетичного волокна може досягати 1,2 Гн/м², високоеластична деформація становить від 2 до 1000 %. Текстильні та фізико-хімічні показники набагато різноманітніші, ніж у штучних волокон. Виробництво синтетичних волокон розвивається швидше виробництва штучних волокон, що пояснюється доступністю вихідної сировини, швидким розвитком виробництва різноманітних полімерів і, особливо, різноманітністю властивостей і високою якістю.
Швидкість формування хімічного волокна дуже велика — 3000 м/хв.
Залежно від виду вихідної сировини та умов його формування можна отримувати волокна з самими різними, заздалегідь наміченими властивостями. Чим сильніше тягнути цівку в момент виходу її з фільєри, тим міцніше виходить волокно. Іноді хімічні волокна навіть перевершують по міцності сталевий дріт такої ж товщини.